# CLOUD-Experiment

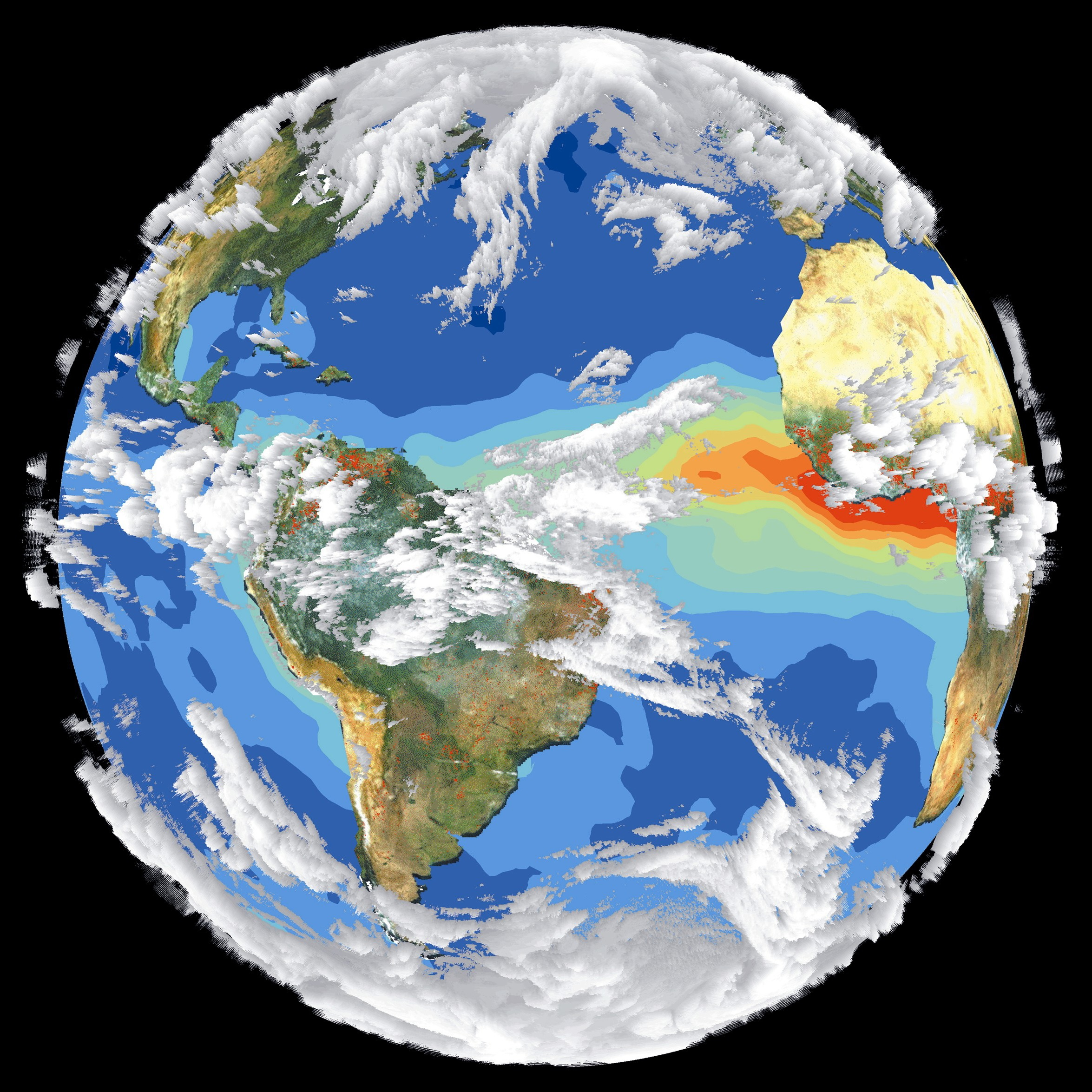
Von der NASA aus Daten von mehreren Satelliten zusammengestellte Darstellung der Erde u. a. mit Wolkenbedeckung, Vegetation und erhöhter Aerosolkonzentration über Afrika (durch Sandstürme und Brände).

CLOUD (Akronym für englisch Cosmics Leaving OUtdoor Droplets) ist ein Projekt, in dem mit Labormethoden in der Kernforschungseinrichtung CERN der Einfluss von Ionen auf die Keimbildung von Aerosolen unter atmosphärischen Bedingungen untersucht wird. Bedingt durch die Förderung aus dem Topf Zusammenarbeit des 7. Forschungsrahmenprogramms der EU (2007 bis 2013) sind 106 Wissenschaftler von 18 Instituten aus neun überwiegend europäischen Ländern beteiligt (Stand 2013). Weitere Mittel stammen aus dem CERN-Etat sowie nationaler Forschungsförderung Deutschlands, der Schweiz und Finnlands.
Hintergrund ist die 1997 von den dänischen Wissenschaftlern Henrik Svensmark und Eigil Friis-Christensen propagierte Erklärung eines vermuteten Einflusses der Sonnenaktivität auch auf die unteren Schichten der Erdatmosphäre über entsprechende Schwankungen der kosmischen Strahlung, der Keimbildungsrate und der Bewölkung.
Erste Ergebnisse zeigten, dass unter Umweltbedingungen verschiedene Stoffe konkurrierend zur Keimbildung beitragen und dass unter manchen Bedingungen Ionen eine bedeutende Rolle spielen, jedoch Veränderungen in der Intensität kosmischer Strahlung keinen spürbaren Einfluss auf die aktuelle globale Erwärmung haben.

## Planung und Realisierung
Das Experiment wurde 1998 erdacht und wird derzeit geleitet von dem Teilchenphysiker Jasper Kirkby. Die EU-Förderung ab 2007 wurde 2006 bewilligt. Ein erster Prototyp (Mk1 prototype mit 2×2×2 m3 Volumen) wurde ab Ende 2006 getestet. Nach drei Jahren Design und Konstruktion wurde die CLOUD-Kammer (Mk2 prototype, 26 m3) im zweiten Halbjahr 2009 aufgebaut. Ende 2009 konnten Messkampagnen der internationalen Teams starten.
Nach zwei bis drei Jahren Erfahrung mit der zweiten Kammer sollte eine noch größere dritte Kammer aufgebaut werden (Stand 2008), die aber bisher (Stand 2014) nicht realisiert wurde.

## Versuchsaufbau

Das CLOUD-Experiment ist in der Osthalle (East Area) des Proton Synchrotron (PS) des CERN untergebracht.

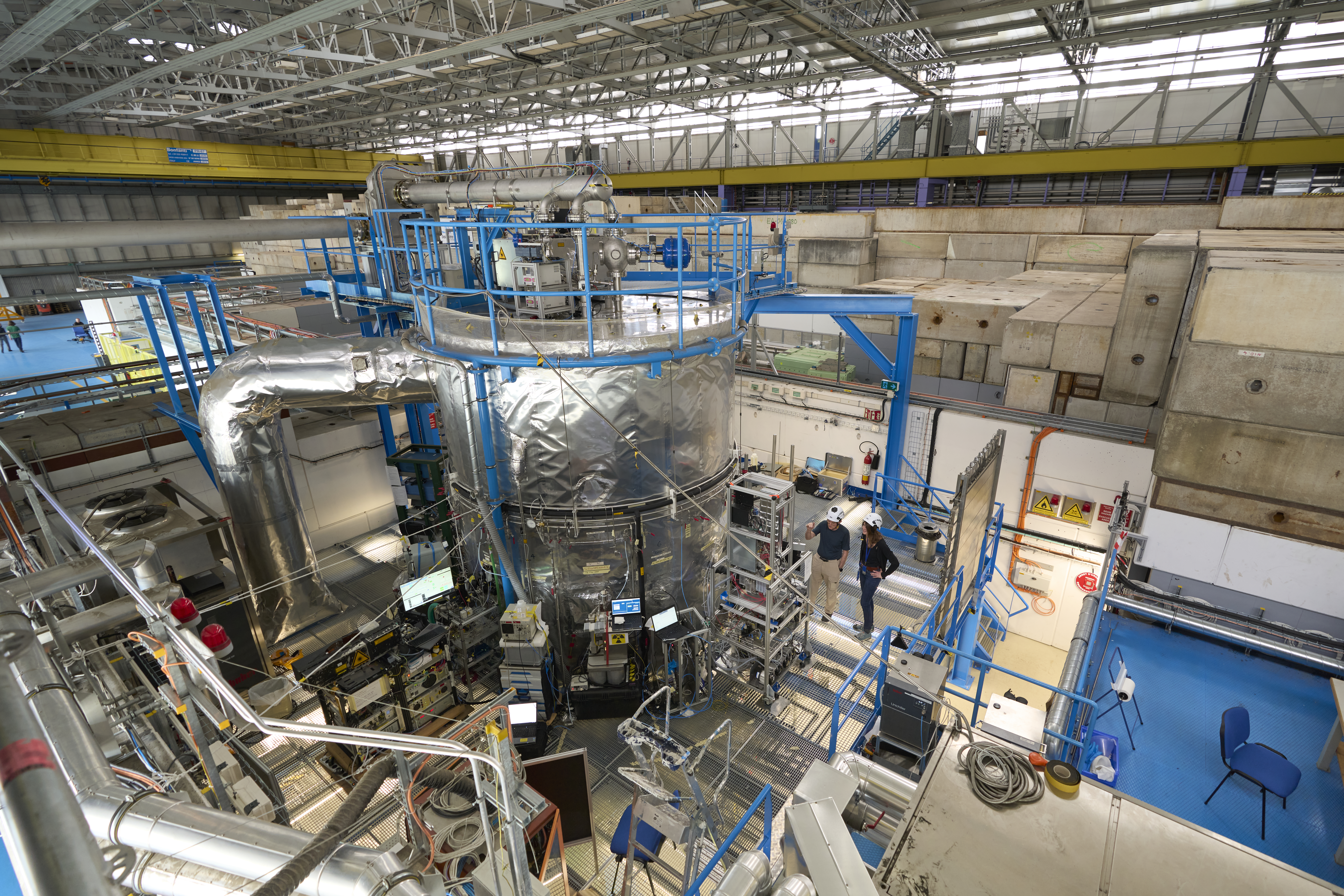
Die CLOUD-Kammer in der Osthalle des Proton Synchrotron

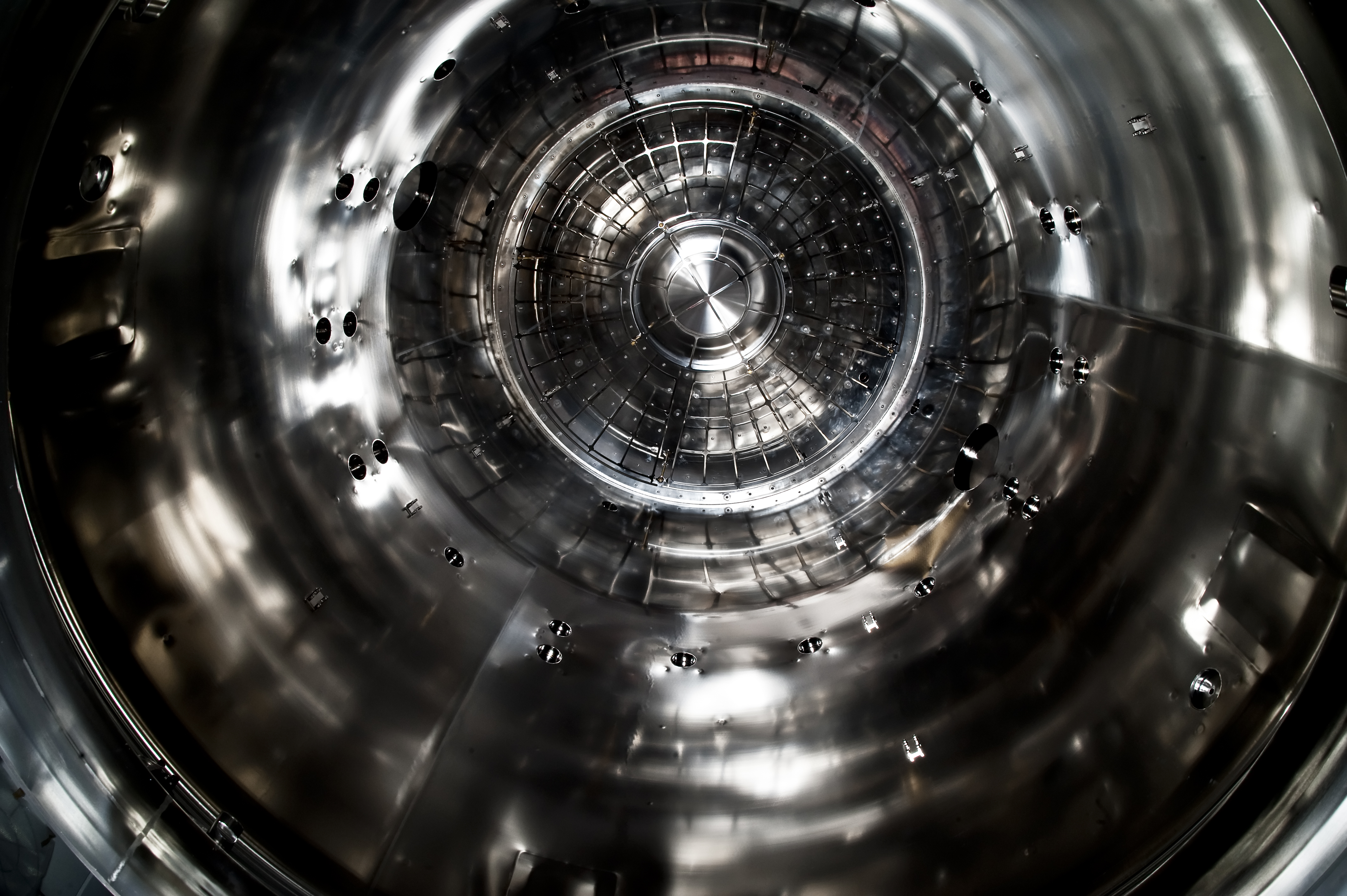
Innenansicht der CLOUD-Kammer

Die sogenannte CLOUD-Kammer (engl. chamber) in der Osthalle des CERN Proton Synchrotrons (PS) besteht derzeit (Mk2 prototype) aus einem elektropolierten Edelstahlzylinder mit 3 m Durchmesser und einem Fassungsvermögen von 26,1 m3 in einer Klimakammer für zunächst −30 bis 40 °C, inzwischen ertüchtigt bis −65 °C. Eine Gasmischanlage dosiert künstliche Luft aus Flüssigstickstoff, Flüssigsauerstoff und deionisiertem, nachgereinigtem Wasser. Nur so lässt sich ein ausreichend niedriges Niveau an Verunreinigungen erreichen. Ozon wird bei Bedarf in einem Teil des Sauerstoffstroms durch einen Ozonisator erzeugt. Andere Spurengase werden aus Stahlzylindern zugegeben, in denen die Stoffe für handhabbare Stoffströme in hoher Verdünnung vorliegen.
Für Experimente in ionisierter Luft werden Luftschauer erzeugt, deren Primärteilchen hochenergetische Protonen aus dem Speicherring sind. Sie werden auf Bestellung in Paketen ausgekoppelt. In die Kammer gelangen hauptsächlich Pionen, die dort Luftmoleküle ionisieren. Die thermalisierten Elektronen lagern sich bevorzugt an das in den Experimenten verwendete Schwefelsäuremolekül an. Die Ionen können innerhalb einer Sekunde abgezogen werden, indem zwischen zwei gitterförmigen Elektroden oben und unten eine elektrische Feldstärke von 10 kV/m aufgebaut wird. Zur Anregung von Photochemie ist Bestrahlung mit UV-Licht (250–400 nm) über Lichtleiter möglich, die gleichmäßig verteilt im Deckel enden. In der Kammer sorgen Ventilatoren für eine gleichmäßige Verteilung des dosierten Gemischs, der Ionen und der Reaktionsprodukte.
Durch fingerdicke Teflonschläuche, die seitlich in die Kammer ragen, werden aus der künstlichen Atmosphäre kontinuierlich und zügig Probeströme an Analysegeräten vorbeigeführt, um Verfälschungen klein zu halten. Für viele Analysen ist es wichtig, dass die Schläuche außerhalb der Klimakammer keine andere Temperatur haben. Dazu sind sie über Kupferdrähte thermisch mit der Klimakammer verbunden und gut isoliert umhüllt. Zu den Instrumenten gehören mehrere (Flugzeit-)Massenspektrometer mit verschiedenen Interfaces (CI, chemische Ionisation, PTR, Protonenübertrag, APi, Atmospheric Pressure interface) zur Messung von neutralen und geladenen Molekülen und Partikeln bis etwa zwei Nanometer Durchmesser, Kondensationspartikelzähler bis herab zu zwei bis drei Nanometern, differentielle Mobilitätsanalysatoren, ein Spektrophotometer mit Langwegabsorptionszelle (LOPAP) und Feuchtesensoren.
Die Kammer wird meist im Durchfluss betrieben und stets unter leichtem Überdruck gehalten, um das Eindringen von Verunreinigungen, z. B. über die Analytik, zu vermeiden. In einer alternativen Betriebsart wird das Gemisch bei einem erhöhten Druck präpariert und dann in kurzer Zeit entspannt, um durch die damit verbundene Abkühlung eine Übersättigung zu erreichen.

## Ergebnisse
Im Februar 2010 wurden Ergebnisse eines 4-wöchigen Testlaufs der Pilot-Anlage (Mk1 prototype) im Oktober 2006 präsentiert. Sie deuteten auf einen existierenden Zusammenhang zwischen Ionen-induzierter Kondensationskeimbildung und der Bildung von Aerosolen hin. Für eine genaue Quantifizierung, unter welchen Bedingungen diese Aerosolbildung eine signifikante Größe erreicht, waren noch Verbesserungen am Versuchsaufbau nötig, die in die Konstruktion der 2. CLOUD-Kammer (Mk2 prototype) eingeflossen sind.
Die Veröffentlichung erster Ergebnisse mit dem Mk2 prototype erfolgte 2011 in der Fachzeitschrift Nature (kurze Zusammenfassungen in naturenews-online und der CERN Pressemitteilung) und enthielten, wie von CERN-Generaldirektor Rolf-Dieter Heuer angemahnt, klare Darstellungen der Versuchsdaten ohne jegliche Interpretation bezüglich einer möglichen Klimawirkung.
Es konnte ein verstärkender Effekt der ionisierend wirkenden kosmischen Strahlung auf die Zusammenballung von Aerosolpartikeln in den simulierten kälteren Schichten der mittleren Troposphäre eindeutig nachgewiesen werden. Die ionisierten Molekülcluster aus Schwefelsäure zeigten dabei eine 10-mal höhere Nukleationsrate als elektrisch neutrale Cluster. Für die unteren Atmosphärenschichten bis 1000 m konnte weiterhin gezeigt werden, dass die vorherrschende Annahme nicht zutrifft, dass Schwefelsäure, Ammoniak und Wasserdampf als alleinige Aerosolpartikel für die Bildung der Kondensationskeime verantwortlich sind. Unter den Laborbedingungen konnte nur eine 10- bis 1000-mal kleinere Nukleationsrate von Kondensationskeimen mit diesen Bestandteilen registriert werden als insgesamt in diesen Atmosphärenschichten beobachtbar ist. Die Forscher vermuteten flüchtige organische Verbindungen (VOC) als weitere wichtige Zutat.
Amine wurden zuerst untersucht, da sie noch stärker als Ammoniak an Schwefelsäure binden. Diese Stoffe kommen allerdings in weit geringeren Anteilen in der Umwelt vor, 3 ppt. Dank der hochreinen Kammer und empfindlicherer Analytik war es aber möglich, mit solchen Konzentrationen zu arbeiten. Im Oktober 2013 wurden im Wissenschaftsjournal Nature Ergebnisse mit Dimethylamin publiziert. Im Vergleich zu den vorhergehenden Versuchen mit Ammoniak lag die Keimbildungsrate nun in der richtigen Größenordnung und hing kaum von der Anwesenheit von Ionen ab.
Die Forscher räumen ein, dass konkurrierende Keimbildungsprozesse mit anderen Dämpfen stärker von der Ionisierung abhängen
oder dass Ionen statt über die Keimbildung direkt in die Wolkenphysik eingreifen.
Weitere Experimente adressieren die Rolle der VOC. Als Modellsubstanz dienen höhere Oxidationsprodukte des α-Pinens, die im Experiment photochemisch erzeugt werden. Sie sind aufgrund ihres polaren Charakters viel weniger flüchtig als das α-Pinen und andere Monoterpene, die im Sommer von Pflanzen (insb. Pinien) emittiert werden. Dass sie zur Aerosolbildung beitragen, ist schon länger aus Smogkammerexperimenten bekannt. Die nun unter kontrollierten Bedingungen extrem geringen für umweltrelevante Keimbildungsraten notwendigen Anteile, ab 0,1 ppt, zeigen, dass diese Stoffe regional eine wichtige Rolle bei der Keimbildung und beim Keimwachstum spielen können. Eine Forschergruppe erzeugte geringste Konzentrationen höherer Oxidationsprodukte des α-Pinens, indem sie von einem ersten stabilen Oxidationsprodukt ausgingen, Pinandiol, das sie zudosierten. In Kombination mit Spuren von Schwefelsäure zeigte sich ein verstärkender Einfluss von Ionen: Bei umweltrelevanten Konzentrationen der Spurengase und Ionen (untere Troposphäre) waren Ionen an der Bildung von 60 % der Keime beteiligt. Bei höheren Ionenkonzentrationen (obere Troposphäre) waren es 70 %. Der Einfluss sank (erwartungsgemäß) bei höheren Spurengaskonzentrationen drastisch. Eine andere Studie ging klassisch von α-Pinen aus, allerdings von besonders geringen Konzentrationen, und beobachtete eine sehr rasche Bildung höherer Oxidationsprodukte, die sie als intramolekulare Kettenreaktion deuten. Bei höheren Konzentrationen würde diese durch bimolekulare Reaktionen vorzeitig abbrechen. Die auch in diesen Experimenten genutzte Ionisation durch Pionen vom Speicherring diente der Analytik, denn die gleichzeitige Messung von positiven, negativen und neutralen Clustern (mit den oben genannten anorganischen Ionen) mit drei hochauflösenden TOF-Massenspektrometern verbessert die Unterscheidung von Spezies gleicher Massenzahl.
In einer 2016 publizierten Arbeit schreiben die Autoren, dass auf Basis der CLOUD-Experimente festgestellt werden kann, dass Veränderungen in der Intensität kosmischer Strahlung keinen spürbaren Einfluss auf das aktuelle Klimageschehen haben. Der Weltklimarat IPCC hält in seinem 2021 publizierten Sechsten Sachstandsbericht u. a. mit Verweis auf CLOUD-Experimente fest, dass sich die Bewölkungskeimkonzentration in niedrigen Wolken zwischen Solarmaximum und Solarminimum nur um 0,2 bis 0,3 % voneinander unterschied und es daher unwahrscheinlich sei, dass kosmische Strahlen das gegenwärtige Klima beeinflussen. Der Bericht bestätigte damit die Aussage des Fünften Sachstandsberichts, dass galaktische kosmische Strahlen zu schwach seien, um Auswirkungen auf das Klima zu haben, und außerdem kein robuster Zusammenhang zwischen galaktischen kosmischen Strahlen und der Bewölkung gefunden werden konnte. Insgesamt könne mit großer Zuversicht geschlossen werden, dass galaktische kosmische Strahlen einen vernachlässigbaren Effekt auf die Klimaentwicklung im Zeitraum von 1750 bis 2019 gehabt hatten.